# シェラン島
座標: 北緯55度30分0秒 東経11度45分0秒 / 北緯55.50000度 東経11.75000度
シェラン島（デンマーク語: Sjælland [ˈɕɛˌlanˀ]、英語: Zealand）は、デンマークの島。ユトランド半島の東、バルト海に位置する。面積は7,031 km2でグリーンランドとその属島を除くとデンマークで最も広い。人口は約210万人でデンマークの東部にあり、東端には首都コペンハーゲンがある。西にあるフュン島との間には大ベルト海峡を跨ぎ大ベルト橋が架かる。東にはコペンハーゲン空港があるアマー島がある。ここからエーレスンド海峡（ウーアソン海峡）の海底トンネルを通って人工島であるペベルホルム島（Peberholm）を通過し、そこからエーレスンド橋を渡るとスウェーデンに行ける。南のファルスター島との間はファローブローン橋で結ばれている。
コペンハーゲンから北へウーアソン海峡沿いに走る鉄道で海岸線を走る。途中、ロングスデス・キュスト駅（Rungsted Kyst Station）周辺では、作家カーアン・ブリクセンの生家を改装した美術館があり、広い庭にはブリクセンの墓地がある。次にホムレベク駅（Humlebæk Station）周辺ではルイシアナ現代美術館があり、庭園から海峡や隣国のスウェーデンまで見渡せる。
島の沿岸部に干潟、砂嘴、入り江、ヒース、ヨシ原、草地、塩性湿地が多く、ハイイロガン、ホンケワタガモ、クロガモ、ハクチョウ、ヒドリガモ、オオバン、ヨーロッパチュウヒ、サンドイッチアジサシ、ハシビロガモ、鰭脚類などが生息している。北西部のセイェル島付近、南東部のファクセ湾一帯および南西部の一部はラムサール条約登録地である。ハマナスとバイカルハナウドが現地で外来種となっている。
なお、英称はZealandだが、ニュージーランド（New Zealand、オランダのゼーラント州が由来）とは無関係である。